# Oldfeltia polyphlebia
 Oldfeltia polyphlebia   (Griseb.) B.Nord. & Lundin, 2002 è una specie di pianta angiosperma dicotiledone della famiglia delle Asteraceae (sottofamiglia Asteroideae).  Oldfeltia polyphlebia  è anche l'unica specie del genere  Oldfeltia  B.Nord. & Lundin, 2002.

## Etimologia
Il nome scientifico della specie è stato definito dai botanici August Heinrich Rudolf Grisebach (1814-1879), Rune Bertil Nordenstam (1936-) e Roger Lundin (1955-2005) nella pubblicazione " Compositae Newsletter. Stockholm" (Compositae Newslett. 38: 67) del 2002. Il nome scientifico del genere è stato definito nella medesima pubblicazione.

## Descrizione
Habitus. Oldfeltia polyphlebia ha un habitus di tipo arbustivo perenne. Le superfici delle piante sono glabre.
Radici. Le radici in genere sono secondarie da rizoma e possono essere fibrose. I rizomi sono striscianti o legnosi.
Fusto. La parte aerea è eretta; semplice o ramosa.
Foglie. Le foglie cauline, disposte in modo alternato, sono brevemente picciolate. La forma della lamina è largamente ellittico-lanceolata. I margini sono dentati o seghettati. La consistenza della foglia spesso è erbacea con superfici glabre.
Infiorescenza. Le sinflorescenze sono composte da numerosi capolini organizzati in formazioni corimboso-panicolate. Le infiorescenze vere e proprie sono formate da un capolino terminale peduncolato di tipo discoide. Alla base dell'involucro può essere presente (ma non sempre) un calice formato da brattee fogliacee. I capolini sono formati da un involucro, con forme da cilindriche, composto da 5 brattee colorate giallo-verde pallido, al cui interno un ricettacolo fa da base ai fiori tubulosi. Le brattee sono disposte in modo embricato di solito su una sola serie e possono essere connate alla base. Il ricettacolo è nudo (senza pagliette a protezione della base dei fiori); la forma è convessa.
Fiori.  I fiori sono tetra-ciclici (formati cioè da 4 verticilli: calice – corolla – androceo – gineceo) e pentameri (calice e corolla formati da 5 elementi). Sono inoltre ermafroditi e actinomorfi.
- Formula fiorale:

*/x K {\displaystyle \infty }, [C (5), A (5)], G 2 (infero), achenio
- Calice: i sepali del calice sono ridotti ad una coroncina di squame.
- Corolla: nella parte inferiore i petali della corolla sono saldati insieme e formano un tubo. In particolare le corolle dei fiori del disco centrale (tubulosi) terminano con delle fauci dilatate a raggiera con cinque lobi. I lobi possono avere una forma da deltoide a triangolare-ovata. Il colore delle corolle è giallo.
- Androceo: gli stami sono 5 con dei filamenti liberi. La parte basale del collare dei filamenti può essere dilatata. Le antere invece sono saldate fra di loro e formano un manicotto che circonda lo stilo. Le antere sono brevemente codate oppure sono sagittate; a volte sono presenti delle appendici apicali che possono avere varie forme (principalmente lanceolate). La struttura delle antere è di tipo tetrasporangiato, raramente sono bisporangiate. Il tessuto endoteciale è radiale o polarizzato. Il polline è tricolporato (tipo "helianthoid").[10]
- Gineceo: lo stilo è biforcato con due stigmi nella parte apicale. Gli stigmi all'apice hanno delle forme triangolari-coniche; possono avere un ciuffo di peli radicali o in posizione centrale; possono inoltre essere ricoperti da minute papille; altre volte i peli sono di tipo penicillato. Le superfici stigmatiche sono discrete.  L'ovario è infero uniloculare formato da 2 carpelli.

Frutti. I frutti sono degli acheni con pappo. La forma degli acheni è oblunga; la superficie è percorsa da diverse coste longitudinali e può essere glabra. Possono essere presenti delle ali o degli ispessimenti marginali. Non sempre il carpoforo è distinguibile. Il colore del frutto può essere nero o bruno. Il pappo è formato da numerose setole snelle.

## Biologia
Impollinazione: l'impollinazione avviene tramite insetti (impollinazione entomogama tramite farfalle diurne e notturne).
Riproduzione: la fecondazione avviene fondamentalmente tramite l'impollinazione dei fiori (vedi sopra).
Dispersione: i semi (gli acheni) cadendo a terra sono successivamente dispersi soprattutto da insetti tipo formiche (disseminazione mirmecoria). In questo tipo di piante avviene anche un altro tipo di dispersione: zoocoria. Infatti gli uncini delle brattee dell'involucro (se presenti) si agganciano ai peli degli animali di passaggio disperdendo così anche su lunghe distanze i semi della pianta. Inoltre per merito del pappo il vento può trasportare i semi anche a distanza di alcuni chilometri (disseminazione anemocora).

## Distribuzione e habitat
La specie di questa voce è distribuita nell'isola di Cuba.

## Tassonomia
La famiglia di appartenenza di questa voce (Asteraceae o Compositae, nomen conservandum) probabilmente originaria del Sud America, è la più numerosa del mondo vegetale, comprende oltre 23.000 specie distribuite su 1.535 generi, oppure 22.750 specie e 1.530 generi secondo altre fonti (una delle checklist più aggiornata elenca fino a 1.679 generi). La famiglia attualmente (2021) è divisa in 16 sottofamiglie; la sottofamiglia Asteroideae è una di queste e rappresenta l'evoluzione più recente di tutta la famiglia.

### Filogenesi
Il genere di questa voce appartiene alla sottotribù Senecioninae della tribù Senecioneae (una delle 21 tribù della sottofamiglia Asteroideae). In base ai dati filogenetici la sottotribù, all'interno della tribù, occupa il "core" della tribù e insieme alla sottotribù Othonninae forma un "gruppo fratello".
I seguenti caratteri sono indicativi per la sottotribù:
- il portamento è molto vario (erbe, arbusti, liane, epifite, alberelli o alberi);
- le foglie sono sia basali che cauline disposte in modo alternato;
- sono presenti capolini sia radiati, disciformi o discoidi;
- le antere sono tetrasporangiate, raramente bisporangiate.

La struttura della sottotribù è molto complessa e articolata (è la più numerosa della tribù con oltre 1.200 specie distribuite su un centinaio di generi) e al suo interno sono raccolti molti sottogruppi caratteristici le cui analisi sono ancora da completare. Il genere della specie di questa voce da un punto di vista filogenetico, nell'ambito della sottotribù, occupa una posizione molto recente insieme ai generi Antillanthus B. Nord., 2006, Leonis B. Nord., 2006 e Lundinia (Griseb.) B.Nord. , 2006. Tutti questi generi sono originari dell'arcipelago delle Antille.
Il cladogramma seguente (semplificato) mostra l'attuale conoscenza filogenetica di questo endemismo cubano.
|  | Antillanthus                                                       |
|  |                                                                    |
|  | \| \| Lundinia \| \| \| \| \| \| Oldfeltia polyphlebia \| \| \| \| |
|  |                                                                    |
|  | Lundinia                                                           |
|  |                                                                    |
|  | Oldfeltia polyphlebia                                              |
|  |                                                                    |

|  | Lundinia              |
|  |                       |
|  | Oldfeltia polyphlebia |
|  |                       |

|  | Antillanthus                                                       |
|  |                                                                    |
|  | \| \| Lundinia \| \| \| \| \| \| Oldfeltia polyphlebia \| \| \| \| |
|  |                                                                    |
|  | Lundinia                                                           |
|  |                                                                    |
|  | Oldfeltia polyphlebia                                              |
|  |                                                                    |

|  | Lundinia              |
|  |                       |
|  | Oldfeltia polyphlebia |
|  |                       |

I caratteri distintivi per la specie  Oldfeltia polyphlebia  sono:
- le sinflorescenze, corimbose e bratteate, sono formate da molti capolini terminali;
- le foglie sono larghe a consistenza erbacea e con forme pennato-lobate;
- questa specie è un endemismo dell'isola di Cuba.

### Sinonimi
Sono elencati alcuni sinonimi per questa entità:
- Pentacalia polyphlebia (Griseb.) Borhidi, 1992
- Senecio polyphlebius  Griseb., 1862